# Jeśli chcesz kochanym być
Jeśli chcesz kochanym być – singel Kasi Kowalskiej i Kostka Joriadisa, promujący album Piątki na piątki w Radiu Zet.
Autorami tekstu są Kasia Kowalska i Kostek Joriadis, który jest również autorem muzyki do tego utworu.

## Lista utworów
- "Jeśli chcesz kochanym być" (radio edit) – 3:28

## Listy przebojów
| Notowania                          | pozycja |
| ---------------------------------- | ------- |
| Lista Przebojów Programu Trzeciego | 24      |
| Szczecińska Lista Przebojów        | 31      |